# Бёрьессон, Рейно
Рейно Бёрьессон (швед. Reino Börjesson; 4 февраля 1929, Бурос — 21 октября 2023) — шведский футболист, полузащитник. Серебряный призёр чемпионата мира 1958. Сын Эрика Бёрьессона, игрока сборной Швеции и участника Олимпиады 1912.

## Карьера
Рейно Бёрьессон начал карьеру в клубе «Йонсеред» в 1944 году. В 1949 году он перешёл в «Гётеборг». Там игрок выступал з сезона, проведя 50 матчей в которых забил 27 голов. Затем он перешёл в «Норрбю», за который играл с 1953 по 1958 год. Следующим клубом Бёрьессона стал «Тролльхеттанс». Оттуда игрок вернулся в «Йонсеред», а завершил карьеру в «Гётеборге» в 1968 году.
В состав сборной Швеции Бёрьессон попал в 1948 году, первоначально играя за вторую команду. 21 октября 1951 года он дебютировал в первой команде в матче с Данией, где его команда проиграла 1:3. После той игры полузащитник 6 лет не вызывался в стан национальной команды. Лишь в 1957 году он вновь стал вызываться в шведскую команду. Год стал участником чемпионата мира, где сборная добилась своего наивысшего в истории результата — дошла до финала, где проиграла Бразилии. Рейно сыграл в 4 матчах, включая финальную игру. 20 августа 1958 года Бёрьессон забил свой первый и затем второй мячи за сборную, поразив ворота Финляндии. Последний матч за сборную полузащитник провёл 26 октября того же года с Данией (4:4). Всего за национальную команду Бёрьессон провёл 10 матчей и забил 2 гола.